# Żołnierz Wolności
«Жолнеж Вольности» (пол. Żołnierz Wolności — «Солдат свободы») — польская газета, официальный печатный орган Народного Войска Польского, выходившая с 1943 по 1991 годы.

## История
Идея создания газеты принадлежала польским коммунистам из Союза польских патриотов: газета должна была стать печатным органом 1-й пехотной дивизии имени Тадеуша Костюшко, которая базировалась в Сельцах (Рязанская область, РСФСР). Название было взято в честь другой газеты, издававшейся в батальоне имени Адама Мицкевича из 13-й интернациональной бригады во время гражданской войны в Испании.
Первый номер вышел 12 июня 1943 года. Редакция газеты опубликовала не менее пяти «Религиозных наставлений» капеллана дивизии, майора Вильгельма Кубша. Первый тираж газеты составил 2 тысячи экземпляров. 25 апреля 1944 редакция и печать газеты 1-й польской пехотной дивизии перебралась в Сумы, откуда спустя два дня вышел первый номер газеты под названием «Głos Żołnierza» (Глос Жолнежа — «Голос Солдата»), официального периодического издания Армии Польской. В 1945 году в Польше газета была переименована в «Polska Zbrojna». 22 июля 1950 года газете вернули первоначальное название «Żołnierz Wolności».
Помимо публикации новостей о вооружённых силах, газета предоставляла официальную позицию Польской объединённой рабочей партии и наравне с газетой «Трибуна Люду» считалась вторым рупором коммунистической идеологии в Польше. Во время политического кризиса 1968 года газета выступала против заключения компромиссов с протестующими. В 1980-е занимала враждебную позицию к «Солидарности», являлась рупором военных властей и «партийного бетона».
В 1986 году газета стала выходить с приложением «IKS - Informatyka, Komputery, Systemy» (пол. ИКС: Информатика, Компьютеры, Системы), посвящённая персональным восьмибитным микрокомпьютерам.
В 1991 году вышел последний выпуск газеты «Żołnierz Wolności»: с этого момента официальным органом вооружённых сил Польши считается газета «Polska Zbrojna».

## Награды
- В 1963 году газета «Żołnierz Wolności» была награждена Орденом Креста Грюнвальда III класса за «целостную деятельность на протяжении 20 лет»[3].
- В 1976 году редакция газеты «Żołnierz Wolności» была награждена орденом «Знамя Труда» I степени[4][5].

## Редакторы
- поручик Генрик Вернер (июнь 1943 — февраль 1944)[2]
- хорунжий Станислав Надзин[пол.] (февраль — апрель 1944)[2]